# Kiendpalogo (Tanghin-Dassouri)
Pour les articles homonymes, voir Kiendpalogo.
Kiendpalogo est une localité située dans le département de Tanghin-Dassouri de la province du Kadiogo dans la région Centre au Burkina Faso.

## Géographie
Kiendpalogo est, tout comme la localité de Kari, administrativement regroupé au village de Boulsin.

## Santé et éducation
Le centre de soins le plus proche de Kiendpalogo est le centre de santé et de promotion sociale (CSPS) de Sané tandis que le centre médical (CM) se trouve à Tanghin-Dassouri et que les hôpitaux sont à Ouagadougou.
Le village possède un centre d'alphabétisation tandis que le collège d'enseignement général (CEG) se trouve à Boulsin.